# Lobito Atlantic Railway
Die Lobito Atlantic Railway (LAR) ist eine Eisenbahngesellschaft, die 2023 gegründet wurde. Sie betreibt die Benguelabahn, die Lobito an der Atlantikküste von Angola mit Kolwezi in der Demokratischen Republik Kongo verbindet.

## Geschichte
Im Juli 2023 wurde der LAR der Betrieb der Benguelabahn übertragen. In Angola führt die Benguelabahn über 1300 km vom Hafen von Lobito bis Luau im Osten von Angola gleich an der Grenze zur Demokratischen Republik Kongo. Im Kongo verläuft sie über weitere 400 km bis nach Kolwezi im Kupfergürtel. Die Benguelabahn  ist mit dem Eisenbahnnetzwerk der Société Nationale des Chemins de fer du Congo verbunden. Im Juli 2023 übergaben die Präsidenten der drei von der Benguelabahn und ihren Anschlussstrecken erschlossenen Staaten, João Lourenço (Angola), Hakainde Hichilema (Sambia) und Félix Tshisekedi (Kongo) den Bahnbetrieb formell an die LAR. Die LAR transportiert Kupfer aus dem Kongo nach Lobito in Angola, von wo es weiter exportiert wird. Seit Januar 2024 wird auch Kupfer von den Ivanhoe Mines im Kongo zum Hafen in Lobito transportiert. Ivanhoe Mines plant den Transport von bis zu 240.000 Tonnen Kupfer aus dem Kamoa-Kakula-Komplex über die Benguelabahn nach Lobito. Im August 2024 wurde über Lobito das erste Kupfer aus dem Kongo in die USA verschifft. Von der Betriebsübergabe an die LAR bis zum Oktober 2024 sind in Angola 2600 Passagierzüge und 400 Frachtzüge über die Benguelabahn gefahren.

## Betreiber
Die Eisenbahngesellschaft ist ein Konsortium aus dem Rohstoffunternehmen Trafigura, der belgischen Vecturis und dem portugiesischen Bauunternehmen Mota-Engil. Der Pachtvertrag für die Benguelabahn geht über 30 Jahre und beinhaltet eine Investition von 450 Mio. US-Dollar in die Eisenbahnlinie. Rund 1500 Eisenbahnwaggons und 35 Lokomotiven sollen bereitgestellt werden. 455 Mio. US-Dollar sollen in Angola investiert werden und 100 Mio. US-Dollar in Kongo. Entlang des Bahnstrecke wurden Brücken erneuert und Bahnhöfe renoviert. Ausbildungszentren für die Angestellten sind in Huambo und Lobito. Bei der LAR sind 800 Arbeiter angestellt. Der Pachtvertrag kann um weitere 20 Jahre auf insgesamt 50 Jahre verlängert werden, wenn das Konsortium eine Verlängerung der Bahnstrecke zwischen Luacano in Angola und dem Grenzübergang Jimbe nach Sambia baut. Die Modernisierung der Bahnlinie wird von den USA und der EU unterstützt. Im Oktober 2024 haben die Regierungen von Angola und Sambia mit der Africa Finance Corporation ein Abkommen über den Bau einer Bahnstrecke zwischen Luacano in Angola und Chingola in Sambia getroffen.